# Сивогуша завирушка
Сивогушата завирушка (Prunella modularis) е дребна пойна птица, срещаща се и в България. Видът е включен в Закона за биологичното разнообразие.
Обитава планини, достига 15 cm на дължина.

## Размножаване
Сивогушата завирушка снася до 3 или 5 бледо сини яйца в края на март; юни малките се излюпват след 13 дни.